# Ryszard Jan Zieliński
Ryszard Jan Zieliński (ur. 27 marca 1935 w Sochaczewie) – polski lekarz i polityk, poseł na Sejm X kadencji.

## Życiorys
Ukończył studia w Akademii Medycznej w Warszawie w 1958, uzyskał następnie w 1973 stopień naukowy doktora nauk medycznych. Był dyrektorem i komendantem wojskowym Wojskowego Szpitala Klinicznego w Krakowie.
W 1989 uzyskał mandat posła na Sejm kontraktowy. Został wybrany w okręgu podgórskim z puli Polskiej Zjednoczonej Partii Robotniczej do której należał od 1962 do rozwiązania. Na koniec kadencji był członkiem Klubu Posłów Wojskowych. Należał do czterech komisji sejmowych: Odpowiedzialności Konstytucyjnej, Zdrowia, Nadzwyczajnej do rozpatrzenia projektu ustawy o ochronie prawnej dziecka poczętego oraz Konstytucyjnej.
W 1993 i 1997 bezskutecznie kandydował do Senatu z okręgu krakowskiego z ramienia Sojuszu Lewicy Demokratycznej, był wiceprzewodniczącym Rady Miasta Krakowa II kadencji (1994–1998) z listy SLD.

## Odznaczenia
- Krzyż Kawalerski Orderu Odrodzenia Polski (1984)
- Złoty Krzyż Zasługi (1977)
- Medal 40-lecia Polski Ludowej (1984)